# Vanniusoides
Vanniusoides is een geslacht van wantsen uit de familie van de Miridae (Blindwantsen). Het geslacht werd voor het eerst wetenschappelijk beschreven door Carvalho & Lorenzato in 1978.

## Soorten
Het genus bevat de volgende soorten:

- Vanniusoides asprokara Cassis, Schwartz & Moulds, 2003
- Vanniusoides brevis (Poppius, 1909)
- Vanniusoides clypeatus Gorczyca & Konstantinov, 2001
- Vanniusoides melafrons Cassis, Schwartz & Moulds, 2003
- Vanniusoides vervis Poppius, 1909